# Cantonul Thouars-2
Cantonul Thouars-2 este un canton din arondismentul Bressuire, departamentul Deux-Sèvres, regiunea Poitou-Charentes, Franța.

## Comune
| Comune                 | Populație (1999) | Cod poștal | Cod INSEE |
| ---------------------- | ---------------- | ---------- | --------- |
| Argenton-l'Église (*)  | (*) 212          | 79290      | 79014     |
| Brion-près-Thouet      | 751              | 79290      | 79056     |
| Louzy                  | 1.257            | 79100      | 79157     |
| Mauzé-Thouarsais       | 2.062            | 79100      | 79171     |
| Saint-Martin-de-Sanzay | 954              | 79290      | 79277     |
| Sainte-Radegonde       | 1.952            | 79100      | 79292     |
| Sainte-Verge           | 1.455            | 79100      | 79300     |
| Thouars (**)           | (**) 5.015       | 79100      | 79329     |